# Carl Pursell

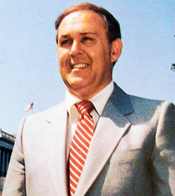
Carl Pursell

Carl Duane Pursell (* 19. Dezember 1932 in Imlay City, Lapeer County, Michigan; † 11. Juni 2009 in Plymouth, Michigan) war ein US-amerikanischer Politiker.
Pursell schloss 1951 die High School ab. Danach studierte er an der Eastern Michigan University, wo er 1957 seinen Bachelor erhielt. Von 1957 bis 1959 diente er in der United States Army. Pursell besuchte nun wieder die Eastern Michigan University und erhielt dort 1962 seinen Master. Im Jahr 1970 wurde er als Republikaner in den Senat von Michigan gewählt und war dort von 1971 bis 1977 Senator. Während Pursells zweiter Legislaturperiode wurde er bei den Kongresswahlen 1976 in das Repräsentantenhaus der Vereinigten Staaten gewählt und vertrat dort vom 3. Januar 1977 bis zum 3. Januar 1993 den Bundesstaat Michigan. Bei den Wahlen zum 103. Kongress 1992 verzichtete er auf eine weitere Kandidatur. Vor seiner politischen Laufbahn war Pursell als Lehrer und Geschäftsmann tätig. Er verbrachte nun seinen Lebensabend in Plymouth, Michigan, wo er im Juni 2009 im Alter von 76 Jahren starb. Pursell war verheiratet und hatte drei Kinder, zwei Söhne und eine Tochter.